# Ervauville
Ervauville ist eine französische Gemeinde mit 564 Einwohnern (Stand: 1. Januar 2022) im Département Loiret in der Region Centre-Val de Loire. Sie ist Teil des Kantons Courtenay im Arrondissement Montargis. Die Einwohner werden Ervauvillais genannt.

## Geographie
Ervauville liegt etwa 72 Kilometer ostnordöstlich von Orléans. Umgeben wird Ervauville von den Nachbargemeinden Bazoches-sur-le-Betz im Norden, Foucherolles im Osten, Saint-Hilaire-les-Andrésis im Südosten, Chantecoq im Süden, Courtemaux im Südwesten, Mérinville im Westen sowie Rozoy-le-Vieil im Nordwesten.
Durch den Nordosten der Gemeinde führt die Autoroute A6.

## Bevölkerungsentwicklung
| 1962                       | 1968 | 1975 | 1982 | 1990 | 1999 | 2006 | 2018 |
| -------------------------- | ---- | ---- | ---- | ---- | ---- | ---- | ---- |
| 310                        | 265  | 244  | 293  | 299  | 389  | 516  | 540  |
| Quellen: Cassini und INSEE |      |      |      |      |      |      |      |

## Sehenswürdigkeiten

Kirche Saint-Jean-Baptiste

- Kirche Saint-Jean-Baptiste